# 2-Pentanol
A 2-pentanol, más néven szek-amil-alkohol, hivatalos nevén pentán-2-ol öt szénatomot tartalmazó alkohol. Színtelen folyadék. Képlete C5H12O. Használják oldószerként és köztitermékként egyes vegyületek előállításánál. A 2-pentanol a kereskedelmileg kapható amil-alkoholok keverékek egyik gyakori összetevője.
Előállítható pentén és víz egyesítésével.

## Fordítás
Ez a szócikk részben vagy egészben  a(z)   2-Pentanol című angol Wikipédia-szócikk ezen változatának fordításán alapul.  Az eredeti cikk szerkesztőit annak laptörténete sorolja fel. Ez a jelzés csupán a megfogalmazás eredetét és a szerzői jogokat jelzi, nem szolgál a cikkben szereplő információk forrásmegjelöléseként.